# Бэйдоу-2
Бэйдоу-2 (кит. трад. 北斗導航系統-2, упр. 北斗导航系统-2, пиньинь Běidǒu dǎoháng xìtǒng-èr, Compass) — китайская глобальная навигационная система, создаваемая КНР, которая станет конкурентом с американской NAVSTAR, европейской Galileo и российской ГЛОНАСС. Главный конструктор системы Сунь Цзядун.
Система сможет помочь клиентам узнать их местоположение в любое время и в любом месте с точными координатами широты, долготы и показателями высоты, и будет обеспечивать более безопасную локализацию, скорость и временные коммуникации для авторизованных пользователей.
На 1 мая 2012 года имеет 13 спутников, и будет предлагать свои услуги потребителям в Азиатско-тихоокеанском регионе. К 2015 году, Китай планирует вывести на орбиты все 30 спутников навигационной системы COMPASS, системы GNSS, полностью разработанной Китаем. Полная группировка спутников для покрытия всего земного шара в числе 35 будет выведена к 2020 году.

## История
Формирование китайской глобальной навигационной системы «Бэйдоу-2» началось с запуска первого спутника в 2007 году.
КНР уже эксплуатирует экспериментальную навигационную систему «Бэйдоу-1» состоящую из трех спутников и предоставляющую навигационные услуги на территории КНР в и прилегающих районах.